# تپه کله جوب ۱
تپه کله جوب ۱ مربوط به دوره ساسانیان است و در شهرستان ایوان، بخش مرکزی، روستای کله جوب واقع شده و این اثر در تاریخ ۹ اردیبهشت ۱۳۸۲ با شمارهٔ ثبت ۸۴۵۲ به‌عنوان یکی از آثار ملی ایران به ثبت رسیده است.